# 弗里亚斯
弗里亚斯（西班牙語：Frías）是西班牙卡斯蒂利亚-莱昂布尔戈斯省的一个市镇。总面积29平方公里，总人口257人（2001年），人口密度9人/平方公里。